# Kooperative Gesamtschule Drochtersen
Die KGS Drochtersen ist eine gegliederte kooperative Gesamtschule im Landkreis Stade. Die meisten Schüler kommen aus Drochtersen, Assel, Bützfleth, Ritsch, Dornbusch, Krautsand, Buschhörne, Nindorf, Hüll und immer mehr Schüler auch aus Stade, Oederquart, Balje und Wischhafen.

## Besonderes
- Die Schule vereint unter ihrem Dach die drei Schulformen Hauptschule, Realschule und Gymnasium.
- Durchlässigkeit der Schulformen „nach oben“. Schüler, die in einem der Hauptfächer besonders gute Leistungen erbringen, können in diesem Fach einen höherwertigen Kurs besuchen. Zum Beispiel kann ein Hauptschüler einen Realschulkurs in Mathematik, Englisch oder Deutsch belegen. Dementsprechend ein Realschüler einen Gymnasialkurs.
- Die Schule bietet seit dem Schuljahr 1999/2000 Bläserunterricht an. Hierfür wird die Schule von Pädagogen der Musikschule unterstützt.
- Freiwillige und offene Ganztagsschule.

## Vorbereitung auf den Beruf
Seit 2005 ist die Schule nach dem Konzept „proBerufsOrientierung – Schule-Wirtschaft“ für ihre Maßnahmen zur Berufsorientierung zertifiziert. Dazu zählen:
- Hauptschule mit Fachpraxis Metall und Hauswirtschaft
- Realschule mit Wahlpflichtkursen als berufsvorbereitende „Profilbildung“ für Wirtschaft, Sprachen, Technik sowie Arbeit mit Menschen (Gesundheit und Soziales)
- Praktika und berufsvorbereitende Wahlpflichtkurse auch im Gymnasium
- Methodentraining für alle Klassen
- verschiedene Projekte mit Firmen, u. a. Durchführung des Kehdinger Berufinformationstages (KeBit), an dem über 30 Betriebe der Region beteiligt sind

## Comenius Partnerschulen
Im Rahmen des Comenius-Programms hat die Elbmarschen-Schule Drochtersen mehrere Partnerschulen:
- Norre Aaby, Kommuneskole in Norre Aaby, Dänemark
- 2 College Osterwijk, Niederlande
- Curzio Malaparte, Italien

Außerdem noch zwei Partnerschulen außerhalb des Comenius-Programms, mit denen jährlich ein Schüleraustausch stattfindet:
- Collège Yves Montand in Vinon sur Verdon in der Haute-Provence, Frankreich
- eine Schule in Polen

## AGs
- Streitschlichter-AG. Hier werden die Schüler ab der Klassenstufe 7 zu Streitschlichtern ausgebildet, um bei der Lösung von Konflikten zu helfen.
- Kanu-AG. In den wärmeren Monaten werden mehrere Kanu-Ausflüge auch mit Zelten unternommen. Im Winter werden die Boote wieder fit gemacht.
- SV-AG. Schülervertreter als AG
- Schulsanitätsdienst
- Garten-AG
- Junior-Rockband
- Rockband
- Theater-AG

## Bläserunterricht
Die Schule bietet seit dem Schuljahr 1999/2000 Bläserunterricht ab der Klassenstufe 5 an. Dieser findet hauptsächlich alle 2 Wochen Dienstags im vierten Block und Freitag im dritten Block (Jahrgang 5 und 6) sowie Freitags im vierten Block für Jahrgang 7+ statt. In der Woche gibt es für die jüngeren Jahrgänge an einem Tag Orchester Eva.(Stand 2023)
Die Schüler, die daran teilnehmen, können sich von der Schule ein Instrument mieten (Bsp. Klarinette, Saxophon, Querflöte) und erhalten Instrumentalunterricht und Orchesterunterricht mit allen Schülern eines Jahrganges. Ab Jahrgang 7 werden die Schüler nicht mehr nur mit den anderen Schülern aus ihrem Jahrgang Instrumental- und Orchesterunterricht haben, sondern mit Schülern bis zur 13.  Klasse. Ebenfalls sind in dem Orchester auch Saiteninstrumente (E-Gitarre, Akustik-Gitarre, E-Bassgitarre) oder auch Schlaginstrumente (Schlagzeug/Kongas/Metallophon/weitere Percussion-Instrumente) vertreten.
Während Corona hielt es sich in Grenzen, aber nun finden wieder Regelmäßig Auftritte statt, nicht nur bei Schulveranstaltungen.(2022)
Nimmt man am Bläserunterricht teil, hat man bis zur 9. Klasse keinen Musikunterricht.

## Bekannte Absolventen
- Kai Seefried (* 1978), Landrat des Landkreises Stade